# 目视进近

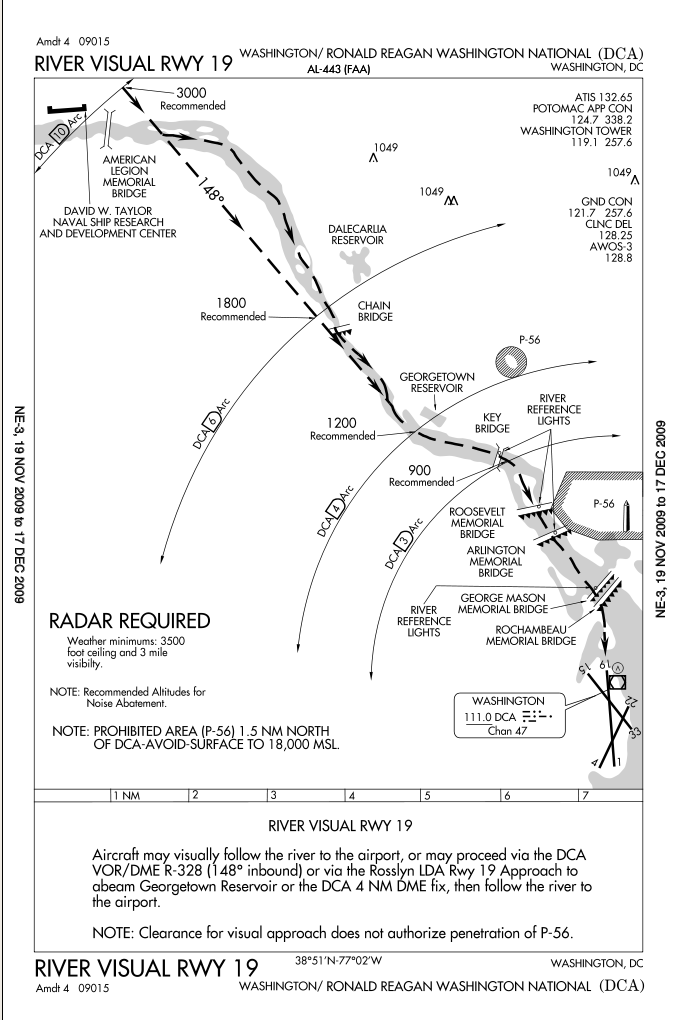
目视进近罗纳德·里根华盛顿国家机场19跑道的进近图。飞行员需在波托马克河上空飞行，直至在罗汉博纪念桥上空对准跑道进行最后进场 (航空)。

目视进近在飞行员遵循仪表飞行规则（IFR）、同时确认能目视到跑道的情况下着陆的方法。飞行员在进近过程必须能看见机场或是前方飞机。此种进场方法必须经过授权且受合适的空管设施管制。国际民用航空组织（ICAO）的定义补充道：在“部分或完全未完成仪表进近的情况下”，可进行目视进近。此点与美国联邦航空管理局的规定大同小异。

## 目的
目视进近得以让飞行员在不必执行仪表进近的情况下着陆跑道。这可极大地减轻飞行员及空中管制员的负担，同时还能保证至机场航线的畅通。相比于执行复杂的仪器进场程序（IAP），以较短航程飞行至机场可以保证飞行员的安全，因为最为重要的进场和着陆程序均发生在飞行员最为疲惫的时候。不仅如此，空中管制员也可通过目视进近来最大化机场流量（特别是在极为繁忙的机场）。而且，除非是在特定规则及情形下，否则空中管制的仪表飞行规则要求均可被减少。
目视进近同时也可造成额外的安全隐患，如错认着陆跑道（例：亞特拉斯航空波音747 LCF型飞机错误着陆在詹姆斯·贾巴拉中校机场而非目的地机场麦康奈尔空军基地）。除此之外，现实中还曾发生其他类似的小事件。由于需要特别注意外界环境，目视进近尤其在拥挤空域中会增加飞行员的工作量。当飞行员接受目视进近时，其也要承担保持安全距离、规避尾流和保持云下可见的责任。
根据国际民航组织第4444号文档（6.5.3、6.5.4.3、8.9.5号定义）所述，当未完成部分或全部仪表进近程序时，应进行目视进近至地形。飞行员应目视地障，确保高度正处于或高于许可的初期进场高度。测量情况可鉴于目视进近及着陆可否被完成。对于雷达矢量，应仅在飞行员汇报机场或前方飞机可见时可授予目视进近许可，此时矢量通常应已停止。Part-NCO.OP第27页规定：不允许在跑道能见距离低于800米的情况下执行目视进近。

## 脚注
1. ↑  英文：either part or all of an instrument approach is not completed

## 另请参阅
- Contact approach（英语：Contact approach）
- 仪表进近
- 夜间目视飞行规则（英语：Night VFR）（NVFR）
- 特别目视飞行规则（英语：Special visual flight rules）（SVFR）
- 目视飞行规则 § 可控目视飞行规则（CVFR）